# Demetrius Joyette
Demetrius Joyette (Toronto, 14 de março de 1993) é um ator canadense mais conhecido por seu trabalho como Michael Davies na sitcom Zoação Teen e Porter Jackson em Anjo da Guarda.

## Carreira
Demetrius Joyette nasceu em Toronto, capital da província de Ontário, Canadá; Começou a atuar aos 8 anos de idade. Estrelando ao lado de Billy Ray Cyrus, Demetrius foi um personagem regular na série Doc, um papel que lhe rendeu duas nomeações no Young Artist Awards em Las Vegas.
Ele também teve papéis principais em vários filmes, incluindo Operação Babá com Vin Diesel, Blizzard (que lhe rendeu uma indicação ao Young Artist Awards em 2003), Roxy Hunter: and the Mystery of the Moody Ghost, Roxy Hunter: and the Secret of the Shaman, dentre outros. 
A 2007 integrou o elenco da sitcom "Zoação Teen", atuando no papel de Michael Davies.
Em 2010 ficou conhecido por seu trabalho na série "Anjo da Guarda", interpretando Porter Jackson.
Quando ele não está atuando, Joyette também gosta de nadar, andar de bicicleta, jogar beisebol, futebol, praticar karatê, hóquei no gelo e tocar violão.

### Curiosidades
- Seu signo é Peixes.
- Ele é canhoto.
- Ele é meio grego e meio vincentiano.
- Joyette admite que ele não era fácil de trabalhar quando ele tinha cerca de seis anos de idade.
- As celebridades por qual ele tem uma "quedinha" são Rihanna e Eva Mendes.
- Se ele não fosse ator, ele gostaria de estar nas forças armadas ou trabalhar com carros.
- Ele diz que é terrível no Hóquei.
- Ironicamente, ele interpretou Mike Dallas, que era capitão da equipe de Hóquei, em Degrassi.
- Ele é um fã de R&B dos anos 90.
- Ele toca guitarra.
- Ele acha importante permanecer humilde.
- Ele é bi-racial.
- Ele está aberto para todos os fãs, porque ele acha rude quando as pessoas gritam com ele de uma distância.

## Filmografia
| Ano       | Título                                         | Papel                     |
| --------- | ---------------------------------------------- | ------------------------- |
| 2003      | Owning Mahowny                                 | Garoto                    |
| 2003      | Blizzard                                       | Bobby                     |
| 2003-2004 | Doc                                            | Justin                    |
| 2004      | Wonderfalls                                    | Garoto                    |
| 2005      | The Murdoch Mysteries                          | Freddie                   |
| 2005      | Operação babá                                  | Garoto                    |
| 2005      | Kojak                                          | Darryl Harris             |
| 2005      | Cyber Seduction: His Secret Life               |                           |
| 2005      | Mind Me Good Now                               |                           |
| 2005      | Darcy, uma Patricinha na Fazenda               | Colt Brewster             |
| 2006      | Capitão Flamingo                               | Rutger                    |
| 2007-2008 | Little Mosque on the Prairie                   | Jamal Dinssa              |
| 2007      | Roxy Hunter and the Mystery of the Moody Ghost | Max                       |
| 2007      | Super Why!                                     | 1 episódio (voz)          |
| 2008–2010 | Zoação Teen                                    | Michael Davies            |
| 2008      | Roxy Hunter and the Myth of the Mermaid        | Max                       |
| 2008      | Roxy Hunter and the Secret of the Shaman       | Max                       |
| 2008      | Roxy Hunter and the Horrific Halloween         | Max                       |
| 2010-2012 | Anjo da Guarda                                 | Porter Jackson            |
| 2011-2012 | Totally Amp'd                                  | Brando (10 episódios)     |
| 2012      | É Isso Aí, Javali!                             | Henry Davidson            |
| 2012-2015 | Degrassi: The Next Generation                  | Mike Dallas               |
| 2013      | Carrie (filme de 2013)                         | George Dawson             |
| 2015      | Degrassi TV (minissérie)                       | Mike Dallas (3 episódios) |
| 2015      | NCIS                                           | Jonathan Zee (1 episódio) |
| 2017      | The Real O'Neals                               | Cliente                   |